# Insnesia nigrivittatus
Insnesia nigrivittatus är en insektsart som först beskrevs av Crawford 1913.  Insnesia nigrivittatus ingår i släktet Insnesia och familjen rundbladloppor. Inga underarter finns listade i Catalogue of Life.